# Cementerio de El Salvador (Vitoria)
El cementerio de El Salvador es un camposanto sito en el concejo de Otazu, en el municipio español de Vitoria.

## Descripción

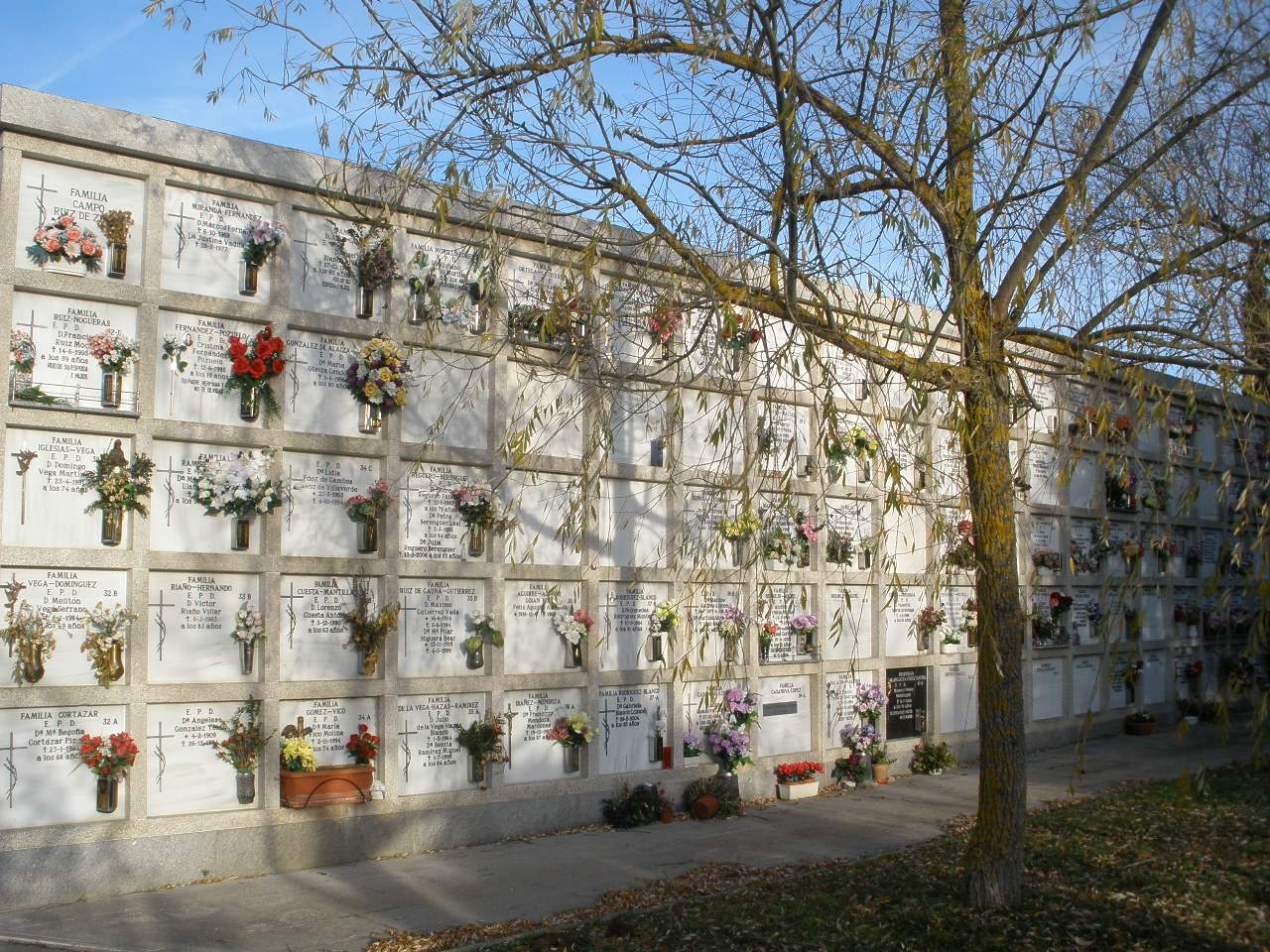
Vista de uno de los columbarios del camposanto

La necrópolis está situada en el concejo alavés de Otazu, en la comunidad autónoma del País Vasco. Se construyó en 1973 a las afueras de Vitoria, pues en el otro cementerio de la ciudad, el de Santa Isabel, tan solo se admiten ya cadáveres en los panteones adquiridos previamente por la familia. En 2009, El Salvador inauguró sus primeros columbarios. Dispone, así, de nichos, panteones, lugares de sepultura común, columbarios, jardines de cenizas y una zona musulmana.
En 2022, el Ayuntamiento de Vitoria puso en marcha un espacio diferenciado pero integrado para dar respuesta a la demanda de la comunidad musulmana residente en Álava. Está situado en el extremo noroeste.